# Stade Kouban
Le Stade Kouban (en russe : Стадион Кубань) est un stade multifonction situé à Krasnodar en Russie ouvert le 30 octobre 1960. Il est principalement utilisé pour les matchs de football et sert de domicile au club de l'Ourojaï Krasnodar depuis 2018. Il a été auparavant utilisé par le Kouban Krasnodar de 1961 à 2018 et le FK Krasnodar entre 2009 et 2016. Sa capacité est de 31 654 places.
Le premier match de football joué au stade a opposé le Spartak Krasnodar au Spartak Stavropol le 14 mai 1961.